# بوگاتی اتومبیلز
بوگاتی اتومبیلز (به فرانسوی: Bugatti Automobiles) شرکت خودروسازی فرانسوی است، که در سال ۱۹۰۹ توسط یک صنعت‌گر ایتالیایی به نام اتوره بوگاتی به منظور تولید خودروهای سفارشی در مولشایم، فرانسه تأسیس شد.
اتوره بوگاتی از خانواده‌ای هنرمند بود که خودش نیز در زمینه هنر و طراحی صنعتی فعالیت می‌کرد. وی همچنین به‌علت پیروزی‌هایی که در مسابقات رالی به‌دست آورده بود نیز مشهور بود.
با شروع جنگ جهانی دوم این شرکت نیز مانند بسیاری دیگر از شرکت‌های هم‌دوره خود، با افت تولید مواجه شد. تا سال ۱۹۴۷ که اتوره بوگاتی درگذشت، این شرکت بیش از ۸ هزار دستگاه خودرو تولید کرده بود. در آغاز دهه ۱۹۵۰ بوگاتی آخرین مدل خود را تولید نمود و در سال ۱۹۶۳ عملاً تولید این شرکت متوقف گردید.
در دهه ۱۹۹۰ کارخانه بوگاتی با سرمایه یک کارآفرین ایتالیایی برای تولید محدود خودروهای اسپورت و سوپر اسپورت، بار دیگر راه‌اندازی شد. شرکت بوگاتی در سال ۱۹۹۸ توسط گروه فولکس‌واگن خریداری شد و از سال ۲۰۲۱ نیز تحت مدیریت شرکت بوگاتی ریماک فعالیت می‌نماید.